# Journal officiel de la république de Turquie
Le Journal officiel de la république de Turquie (en turc T.C. Resmî Gazete, « T.C. » pour turc : Türkiye Cumhuriyeti) est responsable de la publication des actes législatifs en Turquie. Il dépend du gouvernement de Turquie.

## Histoire
Sous l’Empire ottoman la première diffusion écrite sous la forme d'un journal officiel commence en 1831 avec le Calendrier des évènements (en turc ottoman Taḳvīm-i Veḳāyi تقویم وقایع). La Grande assemblée nationale de Turquie décide de la création d'un journal officiel le 7 octobre 1920 sous le nom de Cerîde-i Resmîye (جریدهٔ رسمیه).